# Fíleas d'Argos
Fíleas (grec antic: Φιλέας, Phileas) fou un escultor de l'antiga Grècia, nadiu d'Argos i d'època desconeguda. El seu nom s'ha trobat en una escultura que es va trobar a Hermíona, a l'Argòlida, al costat del nom del seu fill, Zeuxip.